# Comuna Egorovca, Fălești
Comuna Egorovca este o comună din raionul Fălești, Republica Moldova. Este formată din satele Egorovca (sat-reședință), Catranîc (loc. st. c. f.) și Ciuluc.

## Demografie
Conform datelor recensământului din 2014, comuna are o populație de 1.698 de locuitori. La recensământul din 2004 erau 1.968 de locuitori.

## Administrație și politică
Componența Consiliului local Egorovca (9 consilieri), ales la 5 noiembrie 2023, este următoarea:
|  | Partid                                       | Consilieri | Componență | Componență | Componență | Componență | Componență | Componență | Componență |
|  | -------------------------------------------- | ---------- | ---------- | ---------- | ---------- | ---------- | ---------- | ---------- | ---------- |
|  | Partidul Socialiștilor din Republica Moldova | 7          |            |            |            |            |            |            |            |
|  | Candidat independent SERGHEI ZUBIC           | 1          |            |            |            |            |            |            |            |
|  | Candidat independent ION ZUBIC               | 1          |            |            |            |            |            |            |            |